# Geodeet (wiskunde)
In de differentiaalmeetkunde is een geodeet of geodetische lijn in een gekromde ruimte een kromme, zodanig dat voor elk tweetal punten op de kromme die dicht genoeg bij elkaar liggen, de lengte van de kromme tussen die twee punten stationair is. Dat betekent dat die lengte relatief weinig verandert bij bepaalde kleinere veranderingen van de kromme. De geodeten in een euclidische ruimte zijn rechte lijnen en op het boloppervlak zijn het de grootcirkels.

## Definitie
Zij {\displaystyle f:[0,a]\to M} een continu differentieerbare kromme, die regulier is, dus nergens stationair ten opzichte van de parameter, op een pseudo-riemann-variëteit. De kromme wordt geodetisch of een geodeet genoemd, als op ieder punt van de kromme de richtingsafgeleide {\displaystyle \mathrm {d} f/\mathrm {d} t} en de eigen richting evenwijdig zijn. Dat kan symbolisch als volgt worden geformuleerd:
{\displaystyle {\frac {\mathrm {D} }{\mathrm {d} t}}{\dot {f}}(t)=\nabla _{{\dot {f}}(t)}{\dot {f}}(t)=0}
waarbij {\displaystyle \nabla } de levi-civita-verbinding van de variëteit aanduidt. In termen van lokale coördinaten {\displaystyle x^{i}} is dit in einsteinnotatie het volgende stelsel differentiaalvergelijkingen:
{\displaystyle {\mathrm {d} ^{2}f^{i} \over \mathrm {d} t^{2}}+\Gamma _{jk}^{i}{\mathrm {d} f^{j} \over \mathrm {d} t}{\mathrm {d} f^{k} \over \mathrm {d} t}=0}
waarbij {\displaystyle \Gamma _{jk}^{i}} de christoffelsymbolen zijn.

## Eigenschappen
Iedere raakvector verschillend van de nulvector is de snelheidsvector van precies een geodeet. Dit volgt uit algemene beschouwingen over de oplosbaarheid van gewone differentiaalvergelijkingen. Op een volledige variëteit kunnen deze geodeten onbeperkt worden verlengd. De snelheid van een geodeet heeft constante grootte.
Elke samenhangende riemann-variëteit wordt een metrische ruimte door als afstand tussen twee punten te definiëren: het infimum van de lengten van alle krommen die deze twee punten verbinden. Met die definitie is een geodeet lokaal de kortste afstand tussen twee punten, dat wil zeggen elk punt heeft een voldoende kleine omgeving waarbinnen de afstand van dat punt tot ieder ander punt, gemeten via een geodeet door beide punten, de kortst mogelijke is. Globaal hoeven geodeten niet altijd de kortste afstand te bepalen, vooral niet in positief gekromde stukken van de variëteit. Zo is bijvoorbeeld de evenaar op een ideale wereldbol een geodeet, maar een vliegreis over meer dan de helft van de evenaar, van Centraal-Afrika over Indonesië naar Peru, is niet de kortste maar juist een lange route.

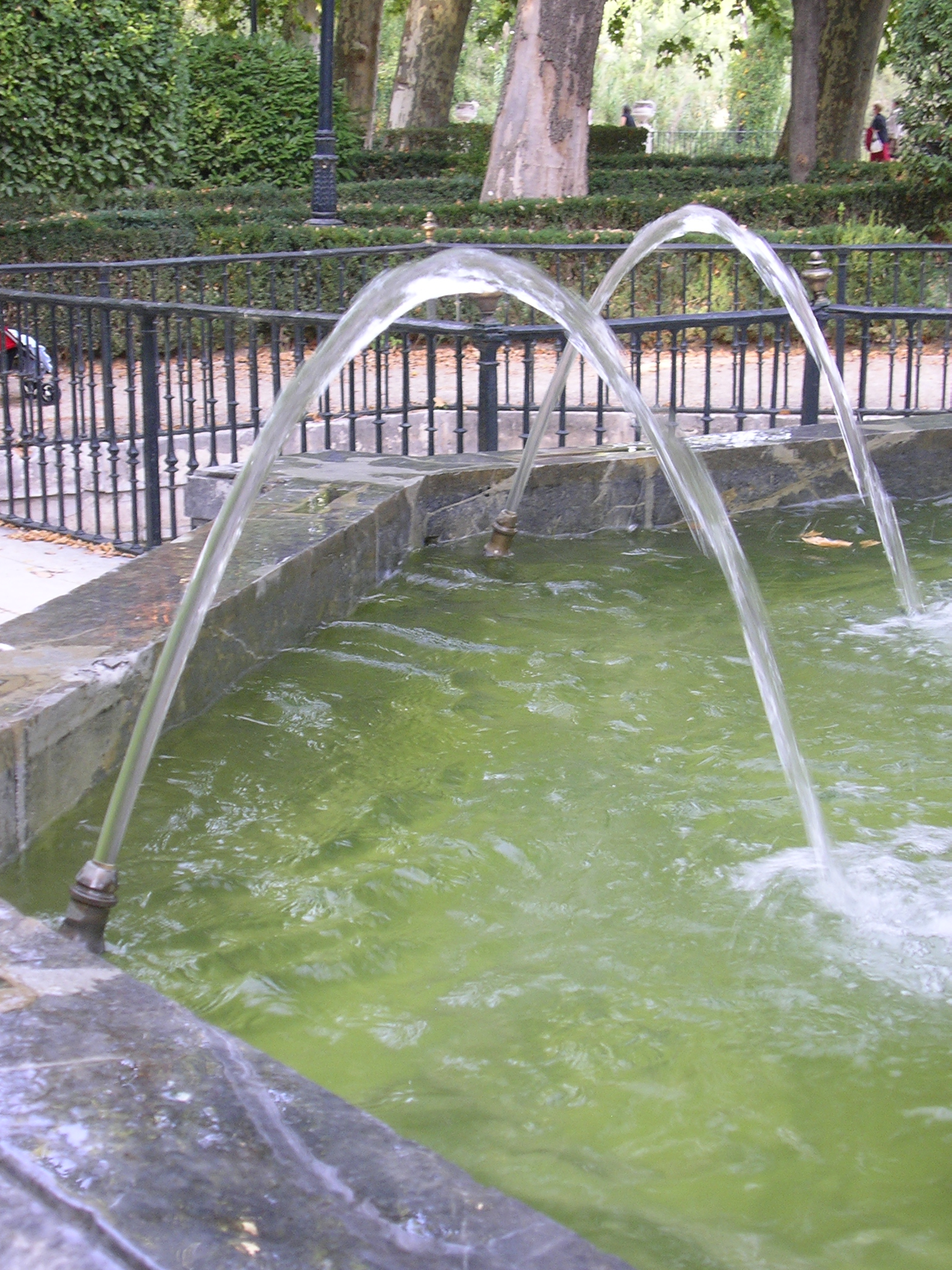
Het water volgt een geodeet in de ruimtetijd.

## Algemeen
Als {\displaystyle M} slechts een pseudo-riemannse variëteit is, dat wil zeggen dat de metrische tensor niet noodzakelijk positief-definiet is, dan definieert men een geodeet aan de hand van bovenstaande differentiaalvergelijkingen zonder te eisen dat de afstand minimaal is.
In een willekeurige metrische ruimte is iedere kromme die de kleinste afstand tussen twee punten bepaalt een geodeet. Op een samenhangende riemann-variëteit vallen de twee begrippen samen.

## Verband met mechanica en relativiteit
Geodeten zijn de extremaalkrommen voor de energiefunctionaal, of eigenlijk: actiefunctionaal
{\displaystyle E(f)={\tfrac {1}{2}}\int g({\dot {f}}(t),{\dot {f}}(t))\,\mathrm {d} t}
In de formulering van de analytische mechanica door Joseph-Louis Lagrange beschrijven geodeten de baan van een deeltje waarop geen uitwendige kracht werkt, een zogenaamd vrij deeltje. De boven gegeven differentiaalvergelijkingen zijn in de algemene relativiteitstheorie de bewegingsvergelijkingen voor vrije deeltjes en voor licht.